# End of Time EP
End of Time es el EP publicado por la banda Gojira. Fue lanzado el 20 de febrero de 2012 en formato vinilo de 7" y 45 RPM. La edición limitada de 1500 copias incluye en el pack una camiseta y dos demos inéditas grabadas en 1997. Los cortes End of Time y Bleeding, estuvieron originalmente en la demo de 1997 Possessed, lanzada por Gojira cuando aún no habían cambiado de nombre y actuaban bajo el nombre de Godzilla. La cubierta tanto del EP como el dibujo de la camiseta son obra del batería Mario Duplantier.

## Lista de canciones
| N.º | Título        | Duración |  |
| 1.  | «End of Time» | 4:26     |  |
| 2.  | «Bleeding»    | 3:15     |  |

## Personal
- Joe Duplantier – voz, guitarra
- Christian Andreu – guitarra
- Alexandre Cornillon – bajo
- Mario Duplantier – batería[3]